# Don Walsh

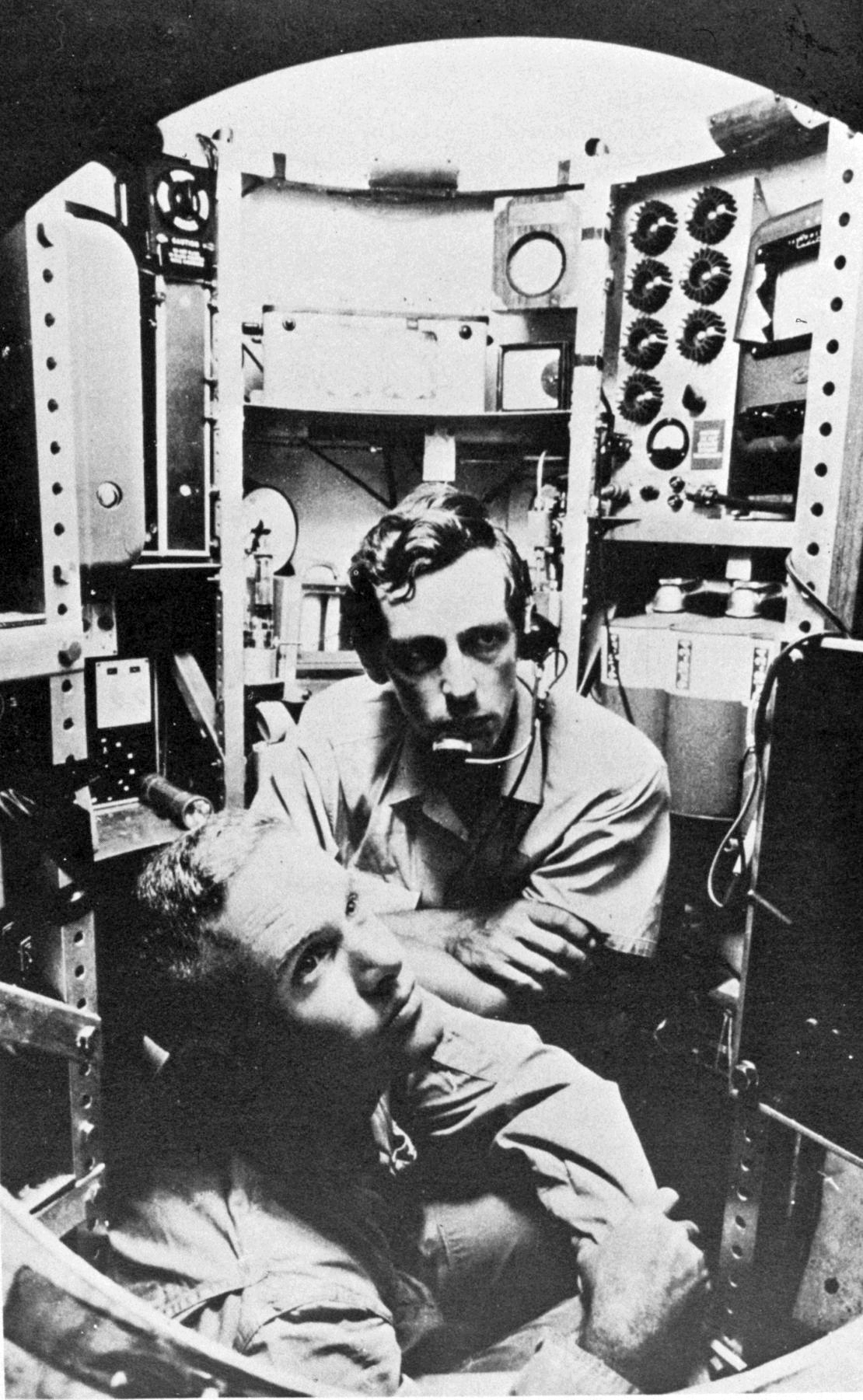
Don Walsh (niżej) i Jacques Piccard we wnętrzu batyskafu „Trieste”, 1960

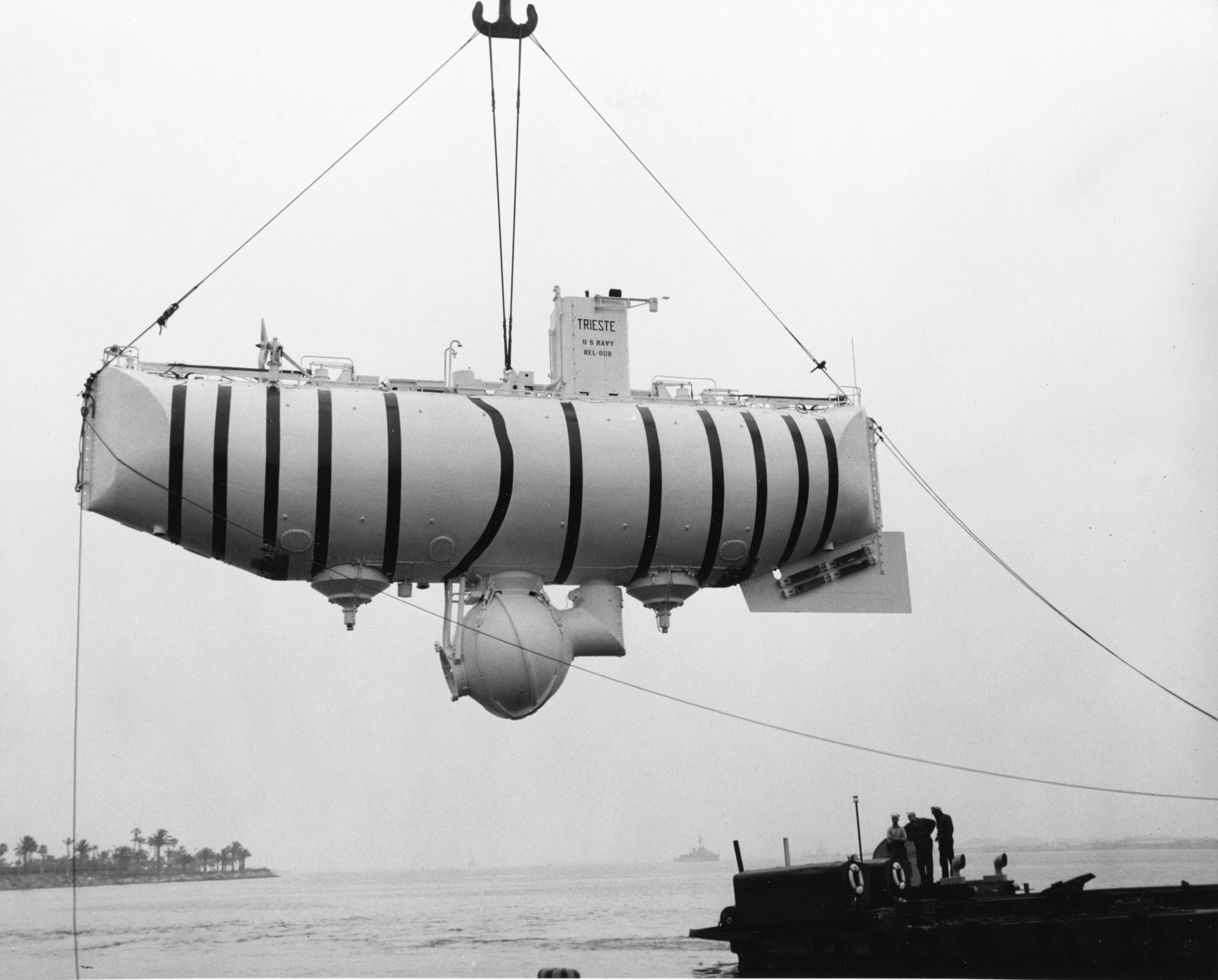
Batyskaf „Trieste”

Don Walsh (ur. 2 listopada 1931 w Berkeley, zm. 12 listopada 2023 w stanie Oregon) – amerykański oceanograf, eksplorator mórz i oceanów, oficer Marynarki Wojennej Stanów Zjednoczonych.

## Życiorys
W 1948 wstąpił do US Navy, pozostając w jej szeregach do 1975. W 1954 ukończył United States Naval Academy. Służył przede wszystkim na okrętach podwodnych, z czasem obejmując dowództwo jednego z nich. Przeszedł drogę od marynarza do komandora. Oceanograf i specjalista technologii podmorskich – w 1967 na Texas A&M University uzyskał magisterium, a rok później – doktorat w dziedzinie oceanografii fizycznej.
23 stycznia 1960 wraz z Jacques'em Piccardem w batyskafie „Trieste” zszedł do Głębi Challengera, na dno Rowu Mariańskiego. Jako balastu użyto żelaza, a do wynurzania benzyny. System pokładowy wskazał głębokość 11 521 m, lecz zweryfikowano to później do około 10 912 m. Na dnie Walsh i Piccard byli zaskoczeni widokiem ryb: soli i flądry o długości około 30 cm, jak również krewetek. Według Piccarda: „Dno było czyste i przejrzyste, wolne od glonów tworzących muł”. Na dnie Rowu Mariańskiego woda wywiera ciśnienie 108,6 MPa.
Brał udział w dwudziestu ekspedycjach na Arktyce i dwudziestu pięciu na Antarktydzie. W 1972 Rząd Stanów Zjednoczonych uhonorował go, nadając grani w Arktyce nazwę: „Walsh Spur”, w podziękowaniu za jego dokonania dla narodowych programów USA na tym obszarze.
W 1969 na San Diego State University uzyskał magisterium w dziedzinie nauk politycznych. W latach późniejszych był profesorem inżynierii oceanicznej i dziekanem na Uniwersytecie Południowej Kalifornii. Wykładowca kontraktowy na Uniwersytecie Georgetown. Opublikował ponad 200 artykułów, referatów i innych opracowań dotyczących tematyki morskiej. Zredagował sześć ważnych książek poświęconych tematyce oceanicznej. Poprowadził ponad 1500 wykładów o tematyce oceanicznej w 50. krajach. Doradca techniczny przy produkcjach telewizyjnych i filmowych. Wziął udział w ponad 150. programach, wywiadach radiowych i telewizyjnych. Był członkiem wielu ważnych komisji i komitetów pracujących dla rządu Stanów Zjednoczonych, ONZ, prestiżowych uczelni, instytutów i organizacji na całym świecie, m.in. The Ocean Trust, National Undersea Maritime Agency, International Maritime Inc., Naval Undersea Museum Foundation, The Explorers Club.
Od 1976 prowadził firmę zajmującą się doradztwem morskim. W 2012 był członkiem zespołu nadzorującego podwodną misję batyskafu „Deepsea Challenger”, w którym 26 marca tegoż roku reżyser filmowy i akwanauta, James Cameron, dotarł do dna Głębi Challengera w Rowie Mariańskim.
Aż do śmierci wraz z żoną, Joan, mieszkał niedaleko miejscowości Coquille w stanie Oregon.

## Wybrane odznaczenia, nagrody i wyróżnienia
- Legia Zasługi (1960, 1973) – pierwsze odznaczenie odebrał z rąk prezydenta Dwighta Eisenhowera w Białym Domu[2]
- Distinguished Service Medal od Theodore Roosevelt Association (1960)[2]
- One of the Ten Outstanding Young Men of the Year od Junior Chamber of Commerce (1960)[2]
- Medal za Chwalebną Służbę (1971, 1975)[2]
- Antarctica Service Medal (1971)[2]
- Nadanie jego imienia grani („Walsh Spur”) w Arktyce (1972)[2]
- Coast Guard Meritorious Public Service Award Medal (1980)[2]
- Nagroda Lowella Thomasa (1986)[3]
- Honorowy Dożywotni Członek The Explorers Club (1994)[2]
- Honorowy Dożywotni Członek The American Geographical Society (2000)[2]
- The Explorers Club Medal (2001)[4]
- L'Etoile Polaire Medal od Jules Verne Aventures Association (2001)[2]
- Nagroda Explorer 2006[5] (8. Explorers Festival, Łódź)
- Honorowy Prezydent The Explorers Club (2008, 2009)[2]
- Medal Hubbarda (2010)[2]
- Administrator's Award od National Oceanographic and Atmospheric Administration (2010)[2]
- Nagroda Marynarki Wojennej za Wybitną Służbę Publiczną (2010)[2]